# Emetin
Emetin ist eine chemische Verbindung aus der Gruppe der Alkaloide. Sie kommt in der Brechwurzel (Carapichea ipecacuanha) natürlicherweise vor und hat eine antiparasitäre, den Auswurf von Bronchialsekret fördernde sowie Erbrechen auslösende Wirkung.

## Geschichte
Die Bezeichnung leitet sich von altgriechisch ἔμεσις emesis, deutsch ‚Erbrechen‘ ab.
François Magendie isolierte im Jahre 1817 zusammen mit Pierre Joseph Pelletier aus der Ipecacuanhawurzel das Alkaloid Emetin. 1821 teilte Magendie „Vorschriften für die Bereitung und Anwendung des Emetins“ mit. Edward D. Vedder zeigte 1912, dass Emetin in vitro Amöben  abzutöten vermag.
Im Zweiten Weltkrieg wurde Emetin von der indischen Firma Cipla hergestellt.

## Verwendung
Emetin ist einer der brecherregenden Wirkstoffe des Sirupus Ipecacuanhae („Brecherregender Sirup“ NRF, Zuckersirup mit Ipecacuanha-Tinktur), der als Emetikum dient zur Magenentleerung bei Vergiftungen. Zubereitungen aus der Ipecacuanhawurzel wurden wegen des Alkaloidgehaltes (insbesondere Emetin und Cephaelin) früher auch bei Asthma bronchiale sowie gegen Amöbenruhr eingesetzt. Ab der Entdeckung der amöbiziden Wirkung des Emetins wurden Emetinsalze zur parenteralen Behandlung von durch Entamoeba histolytica oder Leishmania tropica ausgelösten Erkrankungen verwendet, insbesondere auch von Amöben-Leberabzessen.
In neuerer Zeit wird Emetin in der Wirkung gegen Viren (Zika- und Ebolavirus) und bei Krebserkrankungen untersucht.

## Wirkungsmechanismus
Die expektorierende Wirkung entsteht durch reflektorische Steigerung der Bronchialsektretion infolge der lokalen Reizwirkung von Emetin im Gastrointestinaltrakt nach oraler Verabreichung. In höheren Dosen wird, ebenfalls durch lokale Reizwirkung, Erbrechen ausgelöst.
Die amöbizide Wirkung des Emetins kommt durch die Hemmung der Proteinsynthese und damit der Mitose der vegetativen Formen von Entamoeba histolytika zustande. Emetin wirkt nicht gegen Dauerformen des Erregers.
In vitro wurde eine Hemmung des Enzyms saure Sphingomyelinase (ASM, EC 3.1.4.12) gezeigt, so dass Emetin den FIASMA („Funktionelle Inhibitoren der sauren Sphingomyelinase“) zugerechnet wird.

## Unerwünschte Wirkungen
Zu den Nebenwirkungen gehören Muskel- und Nervenschädigungen.

## Salze des Emetins
Als Salze des Emetins sind beispielsweise Emetindihydrochlorid, Emetindihydrochlorid-Pentahydrat, Emetindihydrochlorid-Heptahydrat, (+)-Emetindihydrochlorid-Hydrat und Emetindihydrobromid-4-Wasser beschrieben. Sowohl Emetindihydrochlorid-Pentahydrat als auch -Heptahydrat ist jeweils ein weißes bis schwach gelbliches, kristallines Pulver und leicht löslich in Wasser und Ethanol 96 %.